# Duoshi, Shandong
Duoshi (kinesiska: 垛石镇, 垛石) är en köping i Kina. Den ligger i provinsen Shandong, i den östra delen av landet, omkring 46 kilometer norr om provinshuvudstaden Jinan. Antalet invånare är 67 907. Befolkningen består av 34 203 kvinnor och 33 704 män. Barn under 15 år utgör 17,0 %, vuxna 15-64 år 71 %, och äldre över 65 år 11,0 %.
Genomsnittlig årsnederbörd är 755 millimeter. Den regnigaste månaden är juli, med i genomsnitt 289 mm nederbörd, och den torraste är mars, med 5 mm nederbörd.